# Pasirpanjang (Manonjaya)
Pasirpanjang is een bestuurslaag in het regentschap Tasikmalaya van de provincie West-Java, Indonesië. Pasirpanjang telt 5033 inwoners (volkstelling 2010).